# S72-es személyvonat
Az S72-es személyvonat egy budapesti elővárosi vonat, ami 2014. december 14-e óta közlekedik ezen a néven kora hajnalban és késő este Esztergom és Budapest-Nyugati pályaudvar között. Vonatszámuk négyjegyű, 20-szal, 21-gyel és 22-vel is kezdődik.

## Története
2013-ban elkezdték bevezetni a viszonylatjelzéseket a budapesti vasútvonalakon. Az augusztusi próbaüzemet követően december 15-től a Déli pályaudvarra érkező összes vonat S-, G- vagy Z- előtagot (Személy, Gyors, Zónázó) és kétjegyű számból álló utótagot kapott. A 2-es számú vasútvonalon közlekedő személyvonatok a koncepció alapján az S20-as jelzést kellett volna kapják (a hegyeshalmi vonalon közlekedő S10-esek mintájára), végül S72-es lett, melyből a 7-es a szintén a Nyugati pályaudvarról induló váci és vácrátóti vonatokra utal (amelyek a Rákosrendező utáni elágazásig azonos útvonalon közlekednek), míg a 2-es az esztergomi vonal száma.
Az S72-es vonat az esztergomi vasútvonal elhúzódó villamosítása és rekonstrukciója miatt 2013 és 2018 augusztusa között olykor nem, vagy csak rövidített vonalon közlekedett, vagy csak bizonyos idősávokban. (2013-tól 2015. augusztus 19-ig csak Pilisvörösvártól Esztergomig) Olyankor helyette vonatpótló buszok jártak esetenként a teljes szakaszon. Ahol volt vasúti forgalom, ott Siemens Desiro dízel motorvonatokból kiállított szerelvények közlekedtek. Az S72-es viszonylatszámot a korábban jelzés nélküli járat 2014. december 14-én kapta.
A teljes vonalon 2015. augusztus 20-án indult újra a forgalom, 31-én pedig bevezették a G72-es gyorsított személyvonatokat is, ami Pilisvörösvárig az alacsonyabb forgalmú megállókat kihagyva rövidebb menetidővel ért Esztergomba.
2015. november 1-jétől Aranyvölgyben is megáll az újonnan épített megállóhelynél.
A 2017. decemberi menetrendváltással megszűnt az utolsó Csörgővel és fecske Bhv kocsikkal kiadott reggeli vonatpár Budapest és Piliscsaba között, helyére egy darab villamos hajtású Stadler FLIRT motorvonat érkezett. A pálya villamosításának befejezése után 2018 augusztusától a teljes vonalon minden vonatot FLIRT motorvonatra cseréltek le, ezzel a Siemens Desiro eltűnt a vasútvonalról. A vonalon a járatok 100%-a a 2014–2015 között beszerzett kék-sárga FLIRT-ökből kiállítva jár.
2018. május 20-án elindult a Z72-es zónázó személyvonat is, így az S72-esek száma lecsökkent. Hétvégén a G72-esek helyett is közlekedtek egész nap, ezek némelyike szolgálta ki Vasútmúzeum megállóhelyet, 2021 decembere óta viszont hétvégén is járnak a G72-esek.
2019 decemberétől megváltozott a vonal menetrendi struktúrája, hétköznap az S72-es vonatok napközben csak Piliscsaba és Angyalföld között jártak, a G72-es és Z72-es vonatoknak pedig változott a megállási rendje.
2019 májusában a (80a számú) Budapest–Hatvan-vasútvonal felújítása és a Keleti pályaudvar karbantartása miatt nagyon rövid ideig az útvonalát a Nyugati pályaudvar helyett Pécel vasútállomásig hosszabbították meg a külső körvasúton. A mindössze két hétig tartott ideiglenes változtatás nem várt mértékű népszerűsége és sikere folyományaként 2020-ban a MÁV a külső körvasúton épített egy teljesen új vasútállomást Újpalota megállóhely néven, illetve S76-os jelzéssel egy új járatot is indított Piliscsaba vasútállomás és (ideiglenesen) Rákos vasútállomás között, amelyet idővel akár Pécelig meghosszabbíthatnak. Ezért hétköznap napközben már csak kora reggel és késő este közlekedik az S72-es személyvonat. Hétvégén ezek a járatok csak Óbuda és Rákos között közlekedtek, 2021. december 12-étől már hétvégén is Piliscsabáig járnak.

## Útvonala
A Z72-es zónázó személyvonat 2018-as bevezetése után az S72-es új végállomása Angyalföld vasútállomás lett, ami alól kivételt csak a hajnali és a késő éjszakai járatok képeztek (amikor a Z72-es nem járt). Ezek továbbra is a Nyugati pályaudvarig közlekedtek. Az S76-os 2020. októberi elindulásával 1 pár kivételével az összes S72-es járat budapesti végállomása ismét a Nyugati pályaudvar lett.
Ütemes menetrend szerint minden óra ugyanazon percében indul és érkezik mindegyik állomáson.
| 0  | Budapest-Nyugati végállomás | 75 | 9, 26, 91, 191, 226, 291 4, 6 72, 73 S21 , S50 , Z50 , S70 , G70 , Z70 , S71 , G71 , IC, InterRégió, EC, EN                                                                            |
| 5  | Rákosrendező                | 68 | S70 , G70 , S71 20E, 25, 30, 30A, 32, 230 74, 81 |
| 11 | Angyalföld                  | 62 | 30, 30A, 120, 230 14 S76 |
| 14 | Újpest                      | 59 | 104, 104A, 121, 122E, 196, 196A, 204 300, 302, 303, 305, 308, 309, 310, 312, 313, 314, 315, 316, 318, 319, 320, 321, 872, 880, 882, 883, 884, 889, 890, 893 1010, 1011, 1013, 1014 P+R |
| 17 | Aquincum                    | 55 | 34, 106, 134 |
| 19 | Óbuda                       | 52 | 218 |
| 21 | Aranyvölgy                  | 50 | 218, 260 848 |
| 23 | Üröm                        | 48 | 218 800, 815, 820, 821, 830, 832, 840, 848 |
| 27 | Solymár                     | 45 | 64, 64B, 164B 830, 831, 832 |
| 29 | Szélhegy                    | 42 | 164, 164B, 264 830, 831, 832 |
| 31 | Vörösvárbánya               | 40 | |
| 36 | Pilisvörösvár               | 38 | 799, 800, 815, 821, 830, 831, 856 |
| 38 | Szabadságliget              | 35 | 820, 821, 830, 831 |
| 46 | Klotildliget                | 27 | |
| 50 | Piliscsaba végállomás       | 25 | 799, 832 |
| 52 | Magdolnavölgy               | 21 | |
| 54 | Pilisjászfalu               | 19 | 800, 815 |
| 57 | Piliscsév                   | 16 | |
| 61 | Leányvár                    | 14 | 800, 815 |
| 67 | Dorog                       | 9  | 800 |
| 71 | Esztergom-Kertváros         | 5  | S74 A, B, C |
| 76 | Esztergom végállomás        | 0  | A, B, C, D, E, G, H, N, P, T, V 800, 862, 880, 8401, 8421, 8503, 8504, 8510, 8512, 8515, 8516, 8517, 8518, 8520, 8543, 8525, 8535 S74                                                  |